# 자수정로
자수정로(Jasujeong-ro)는 울산광역시 울주군 삼남읍 교동리와 상북면 등억리를 연결하는 도로이다.

## 노선 경로
- 신화리로와 직결
- 삼거리 명칭 미상 - 강당로
- 삼거리 명칭 미상 - 등억알프스로

## 같이 보기
- 자수정